# مزاد توافقي

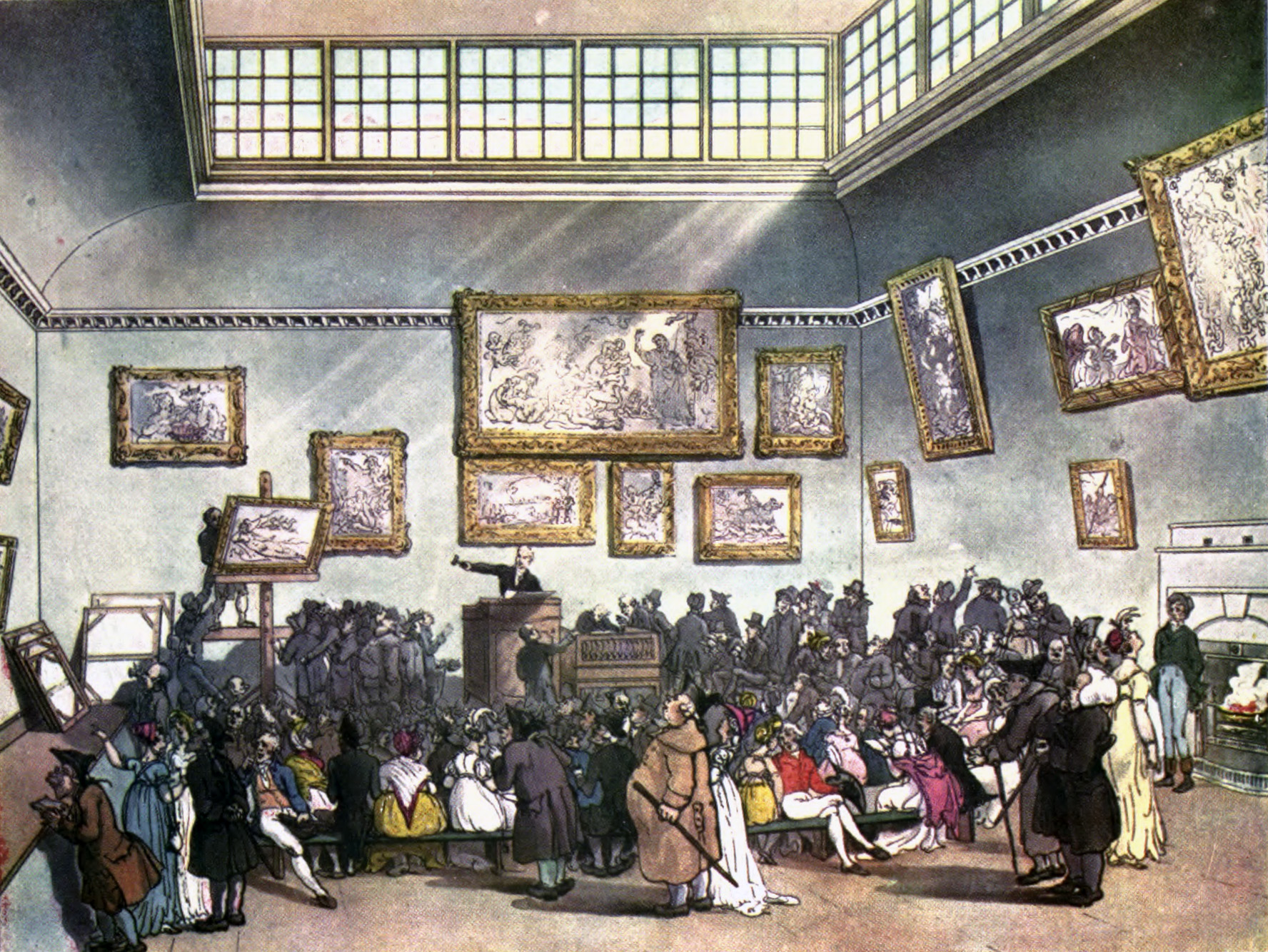
صورة تبين كيف يكون المزاد التوافقي

المزاد التوافقي هو نوع من أنواع الأسواق الذكية حيث يمكن للمشاركين وضع عروض على مجموعات من العناصر المنفصلة، أو "الحزم"، بدلاً من العناصر الفردية أو الكميات المستمرة. يمكن أيضًا أن تسمى هذه الحزم حصص، والمزاد بأكمله مزاد متعدد العقود. استخدمت المزادات التوافقية البسيطة لسنوات عديدة في المزادات العقارية، حيث يكون الإجراء الشائع هو قبول عروض حزم المنتجات. وقد تم استخدامها مؤخرًا لنقل حمولات الشاحنات، ومسارات الحافلات، والمشتريات الصناعية، وفي تخصيص الطيف الراديوي للاتصالات اللاسلكية.
تواجه المزادات التجميعية تحديات مقارنة بالمزادات التقليدية. بعض التحديات حاسوبية وبعضها اقتصادي وبعضها هجين. مثال على مشكلة حسابية هو كيفية تحديد التخصيص بكفاءة بمجرد تقديم العروض إلى البائع. وهذا ما يسمى مسألة تحديد الفائز.
ويمكن توضيحها على النحو التالي: في ضوء مجموعة من عروض التسعير في مزاد توافقي، ابحث عن تخصيص مناسب لمقدمي العروض - بما في ذلك إمكانية احتفاظ بائع المزاد ببعض السلع - بشكل يحسن من إيرادات المزادات. هذه المسألة صعبة في نسخها الكبيرة. على وجه التحديد، NP-hard، مما يعني أنه من الممكن عدم وجود خوارزمية ذات زمن -تعقيد- كثير حدود التي تجد التخصيص الأمثل. يمكن تصميم نموذج المزاد التوافقي كـ(a set packing problem). لذلك، تم اقتراح العديد من الخوارزميات للعثور على حلول تقريبية لمسألة المزادات التوافقية. على سبيل المثال، اقترح هسيه (2010) نهج الاسترخاء لاغرانج عن مسائل المزاد العكسي التوافقي.
العديد من هذه الجوانب من المزادات التوافقية، بما في ذلك بعض الأمثلة الحقيقية، يتم مناقشتها أيضًا في الكتاب الشامل الذي تم تحريره بواسطة Cramton وShoham وSteinberg (2006).
تم اقتراح المزادات التوافقية لأول مرة من قبل Rassenti، سميث، وBulfin (1982)، لتخصيص مدارج هبوط المطارات. قدم بحثهم العديد من الأفكار الرئيسية على المزادات التوافقية، بما في ذلك صياغة البرمجة الرياضية لمسألة المزاد، والربط بين مشكلة تحديد الفائز ومشكلة التعبئة والتغليف، ومسألة التعقيد الحسابي، واستخدام التقنيات من الاقتصاد التجريبي لاختبار الاندماجي المزادات، والنظر في قضايا التوافق الحافز وإظهار الطلب في المزادات التوافقية.